# Grube Gotthardt
Die Grube Gotthardt ist eine ehemalige Buntmetallerzgrube im Bensberger Erzrevier in Overath. Sie lag südlich von der Ortschaft Hufenstuhl in Vilkerath.

## Geschichte
Eine Mutung der Gesellschaft Altenberg auf Blende, Bleierz und Kupfererz bei Hufenstuhl in den Gemeinden Balken und Vilkerath datiert vom 21. Februar 1868. Es folgte eine Feldesbesichtigung am 31. März 1868. Am 28. April 1868 fand eine Schlussbesprechung zugleich auch für die Grubenfelder Petersberg und Rosalinde statt. Bei einer folgenden Verhandlung am 25. Mai 1868 wurde festgelegt, dass die Gruben Gotthardt und Rosalinde lediglich auf Blei- und Zinkerz verliehen würden, während die Grube Petersberg in diesem Gebiet auf Kupfererz verliehen würde. Dementsprechend wurde die Grube Gotthardt am 28. Mai 1868 auf Blei- und Zinkerze an die Anonyme Gesellschaft der Zinkgruben und Hütten des Altenbergs zu Lüttich verliehen. Der Fundpunkt lag in einem Siefen südlich von der Ortschaft Hufenstuhl. Über Betriebstätigkeiten ist nichts bekannt.